# Scholtzia oligandra
Scholtzia oligandra är en myrtenväxtart som beskrevs av Ferdinand von Mueller och George Bentham. Scholtzia oligandra ingår i släktet Scholtzia och familjen myrtenväxter. Inga underarter finns listade i Catalogue of Life.